# Saison 4 des Mystères de l'amour
Chronologie
Saison 3 Saison 5
La quatrième saison des Mystères de l'amour, série télévisée française créée par Jean-François Porry, a été diffusée du 17 février au 13 octobre 2013 (avec un hiatus estival) sur la chaîne TMC.

## Distribution

### Acteurs principaux (dans l'ordre d'apparition au générique)
- Hélène Rollès : Hélène Girard
- Patrick Puydebat : Nicolas Vernier
- Serge Gisquière : Peter Watson
- Laure Guibert : Bénédicte Da Silva
- Philippe Vasseur : José Da Silva
- Elsa Esnoult : Fanny Greyson
- Sébastien Roch : Christian Roquier
- Marion Huguenin : Chloé Girard
- Lakshan Abenayake : Rudy Ayake
- Macha Polikarpova : Olga Poliarva
- Carole Dechantre : Ingrid Soustal
- Laly Meignan : Laly Polleï
- Tom Schacht : Jimmy Werner (Crédité au générique mais absent)
- Isabelle Bouysse : Jeanne Garnier (3 épisodes)

### Acteurs récurrents
- Ève Peyrieux : Ève Watson
- Rochelle Redfield : Johanna McCormick
- Clément Bernot : Tonio
- Théo Phan : Yann Gaubert
- Lucile Marquis : Chrystale Cardonni
- Nicolas Van Beveren : Antoine Vargas
- Claire-Lise Lecerf : Émilie Vargas
- Catherine Privat : Madame Vargas
- Shafik Ahmad : Walid
- Sylvain Gary : Professeur Fournier
- Bruno Le Millin : Roger Girard
- Magalie Madison : Annette Lampion
- Audrey Duputie : Audrey
- René-Alban Fleury : Docteur Berrebi
- Richard Gallet : Richard
- Jean-Pierre Jacovella : Monsieur Gautier
- Anne-Christelle Roussel : Coralie Fertier
- Nicolas Roussiau : Arnaud
- Stéphane Saubel : Jean-Philippe
- Erwan Trotel : Erwan Laudy
- Franck Neel : Franck Nevel
- Rémy Sarrazin : Rémy (des Musclés)
- Éléonore Sarrazin : Emma
- Anthony Davy : Rodrigue
- Audrey Durante : Sylvia
- Virginie Molina : Élodie
- Supayass Play're : Yacine
- Frankie Sibert : Cynthia Alban
- Emmanuel Vieilly : l'inspecteur Carrère
- Naomi Bramly / Ruben Bramly : Margaux
- Fabien Jegoudez : L'agresseur d'Antoine et Chloé
- Stéphane Kay : un dealer
- Stéphane Jacquot : un dealer
- Romain Ogerau : un dealer
- Vanessa Lapierre : l'infirmière
- Camille Lavabre : la pédicure
- Charles-Philippe Ossola : le docteur
- Samia Sassi : la cliente
- Grégoire Desfond : Tom
- Angèle Vivier : Aurélie

## Liste des épisodes
1. Papa cherche maman
2. De beaux projets
3. Chantage
4. Trompeuses apparences
5. Jolies poupées
6. À chacun son jouet
7. Inquiétude
8. Un petit peu de moi
9. Fièvres
10. Résurgences
11. Voyages
12. Rivalités
13. Love island
14. Bonnes nouvelles
15. Rapprochement
16. Mensonges
17. Glacial
18. Tristesses
19. Lignes parallèles
20. La fin du voyage
21. Les dés sont jetés
22. Les miracles de l'amour
23. Retrouvailles
24. Au vitriol
25. Tortures
26. Tout va bien !

## Polémique
La diffusion de l'épisode Chantage a fait l'objet d'une polémique surnommée le « Annettegate » (en référence au scandale du Watergate), qui a débuté sur le réseau social Twitter avant d'être relayée par de nombreux médias. Cette polémique est née à cause d'une scène où l'on peut voir Roger Girard et Annette dans le même lit. Il faut rappeler que dans Premiers Baisers, série dans laquelle ces deux personnages apparaissent pour la première fois, Annette est la meilleure amie de Justine, la fille de Roger, et ce  dernier l'accueille sous son toit comme sa propre fille. Annette a cependant toujours été en admiration pour Monsieur Girard, bien que les deux personnages aient une vingtaine d'années d'écart. Interrogé à ce sujet, Jean-Luc Azoulay s'est justifié en déclarant qu'il ne trouvait pas cela gênant et que cette idée l'avait amusé. De son côté, Hélène Rollès a indiqué : « Je n’étais pas pour. J’ai prévenu Jean-Luc que ça allait choquer. Il m’assurait que non. J’avais bien raison. Moi, ça me choque. Je ne suis pas la seule et suis bien contente que les gens réagissent comme moi. Ça prouve qu’ils ont quand même un minimum de moralité ».